# Berthold II. (Naumburg-Zeitz)

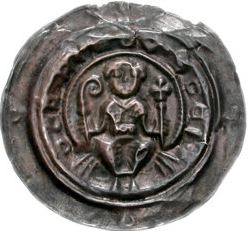
Bistum Naumburg, Berthold II. von Meißen (1186–1206), geistlicher Brakteat

Berthold II. († nach 1. September 1219) war von 1186 bis 1206 Bischof von Naumburg.

## Leben
Bertholds Herkunft ist unbekannt, er scheint unweit von Naumburg in Groß- und Kleinjena Grundbesitz besessen zu haben. Von 1171 bis 1185 ist er als Domherr in Naumburg nachweisbar und begleitet Udo II. von Veldenz an den Hof Kaiser Barbarossas in Altenburg. Nach dem Tod Udos wird er 1186 zum Bischof von Naumburg gewählt und durch Erzbischof Wichmann von Seeburg noch im selben Jahr ordiniert.
Berthold wird stark in Reichsangelegenheiten eingebunden und ist so öfter an den Regierungssitzen der Kaiser Barbarossa und Heinrich VI. nachweisbar. Letzterem hält er auch 1192 die Treue als die Streitigkeiten mit Heinrich dem Löwen sich forcierten. So beteiligte er sich aktiv an den Reichstagen 1195 in Gelnhausen und Worms, sowie 1196 in Würzburg. Vermutlich nahm er ab 1197 am vierten Kreuzzug teil und ist 1198 wieder in den Gebieten des Heiligen römischen Reiches anzutreffen, als 1198 am Konzil in Akkon teilnimmt, wo der Deutsche Orden gegründet wird und im selben Jahr wieder in seinem Bistum antreffbar ist.
Nach dem Tod des Kaisers stimmt er der Wahl von Philipp von Schwaben zu, protestiert 1202 mit anderen bischöflichen Potentaten gegen die Einmischung der päpstlichen Legaten in sein Wahlrecht und scheint während dieser Zeit schon gesundheitlich angeschlagen zu sein, da er sich dabei vertreten ließ. 1203 war er letztmals bei der Fürstenversammlung in Altenburg. Seitdem trifft man ihn hauptsächlich nur noch als Regulator seines Bistums, für das er verschiedenen Besitzungen tauschte und erwarb. Aber man findet ihn auch als Urkundenzeuge außerhalb seines Bistums, vornehmlich im Erzbistum Magdeburg und beteiligt sich an der Weihe des Klosters Altzella.
In späten Lebensjahren scheint er nicht mehr das Vertrauen der Kurie zu besitzen. Daraufhin legt er 1206 sein Amt nieder und verzichtet vor König Philipp von Schwaben auf sein Bistum. Er zog sich ins Kloster Schulpforte zurück. Als Weihbischof in Naumburg wird er bei der Einweihung einer Kapelle im Kloster Lausnitz letztmals am 1. September 1219 in einer Urkunde genannt. Eine Abbildung von Berthold II. befindet sich aus den 13. Jh. im so genannten Priesterfenster im Westchor des Naumburger Domes. Zudem sind aus seiner Zeit einige Brakteaten bekannt, die ihn als Relief sitzend mit wechselnden Symbolen zeigen.